# Sidłowo
Sidłowo est une localité polonaise de la gmina rurale de Sławoborze située dans le powiat de Świdwin en voïvodie de Poméranie-Occidentale. Elle se trouve à environ 13 km au nord de Świdwin et 92 km au nord-est de la capitale régionale Szczecin.

## Géographie

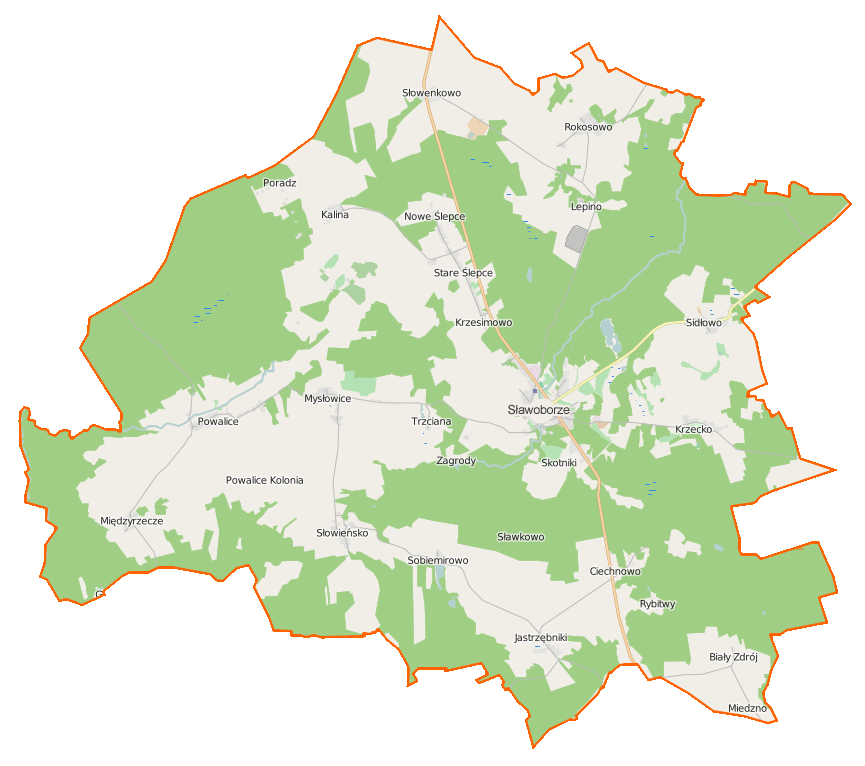
Carte de la gmina de Sławoborze.

## Histoire
Zietlow se trouve à l'origine dans l'arrondissement de Colberg-Cörlin, mais fait ensuite partie de l'arrondissement de Belgard-sur-la-Persante (de) jusqu'en 1945.